# Kejsarträd
Kejsarträd (Paulownia tomentosa) är en art i  familjen kejsarträdsväxter från Kina och Koreanska halvön, Arten beskrevs först av Carl Peter Thunberg, och fick sitt nu gällande namn av Ernst Gottlieb von Steudel. Utöver nominatformen finns också underarten P. t. tsinlingensis.. Kejsarträd odlas som trädgårdsväxt i sydligaste Sverige.

## Bildgalleri

Kejsarträd - Paulownia tomentosa
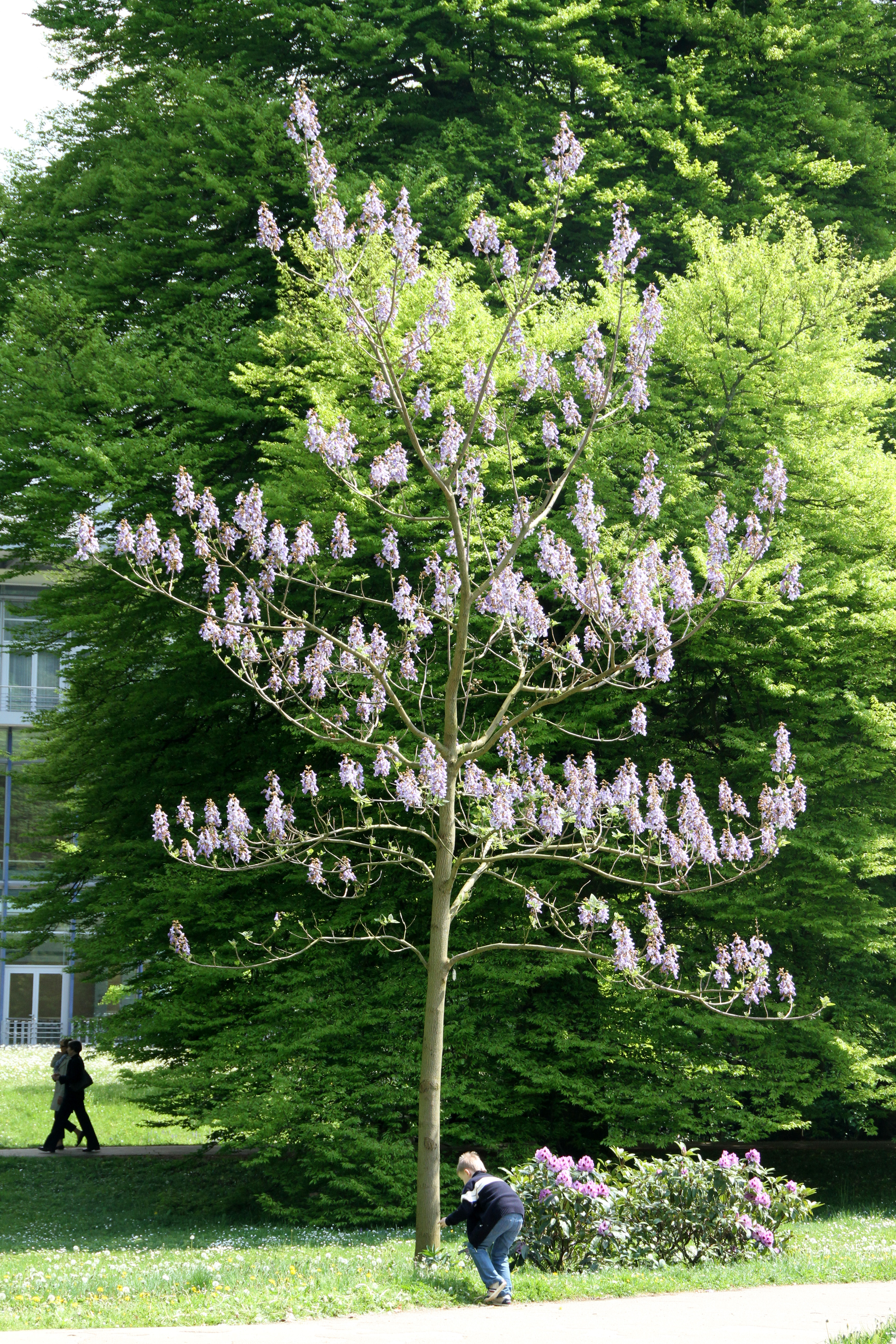
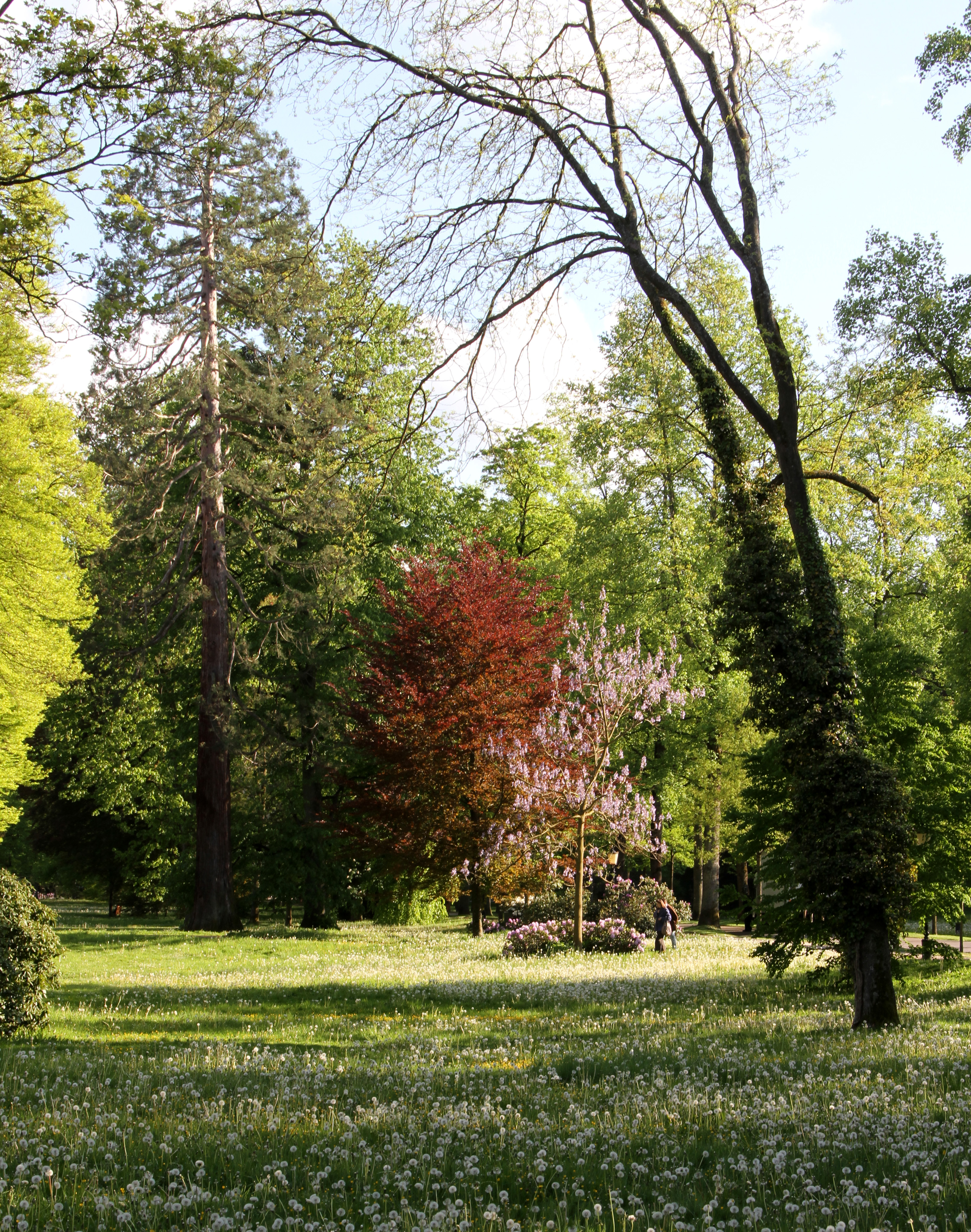
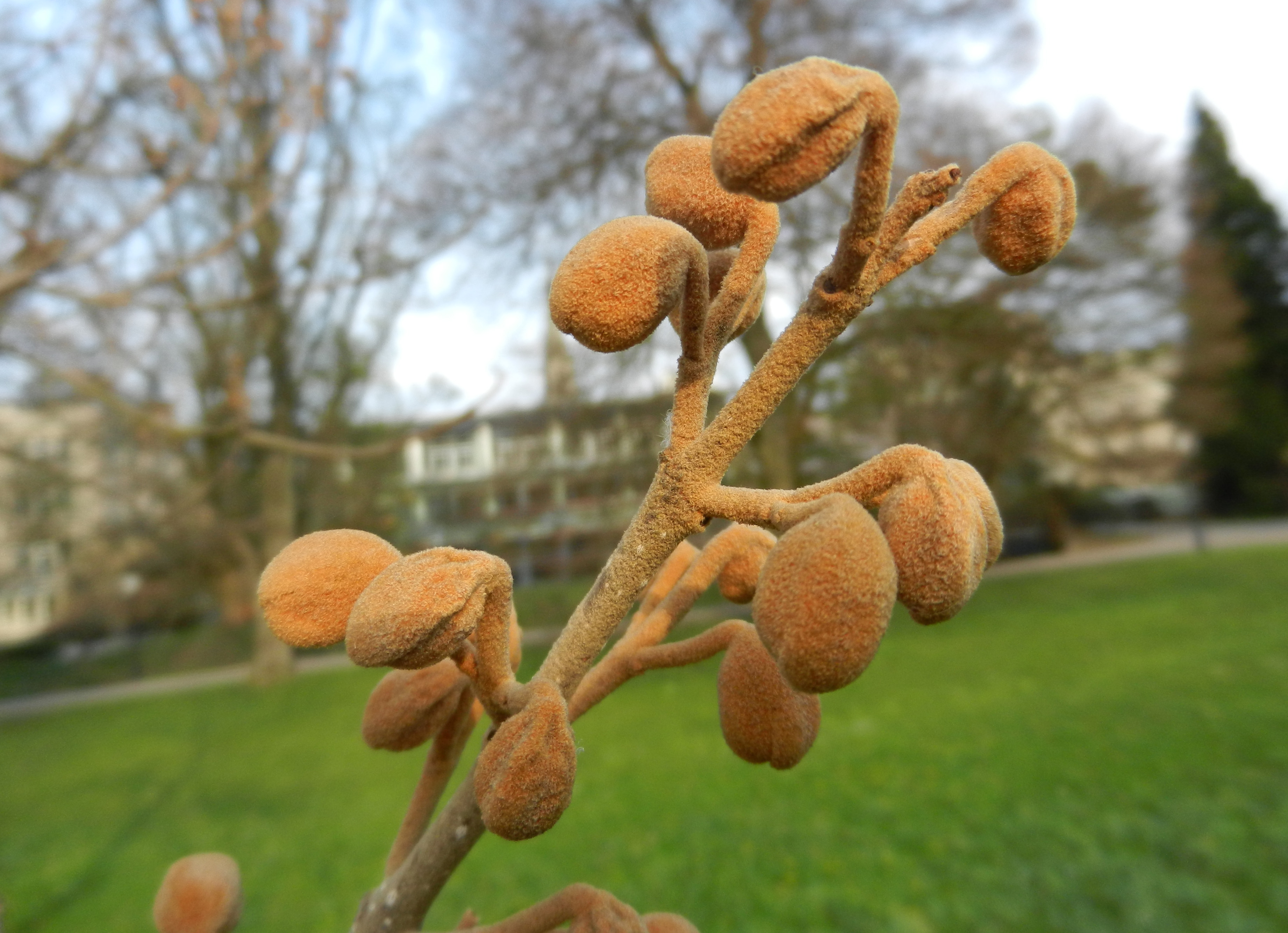
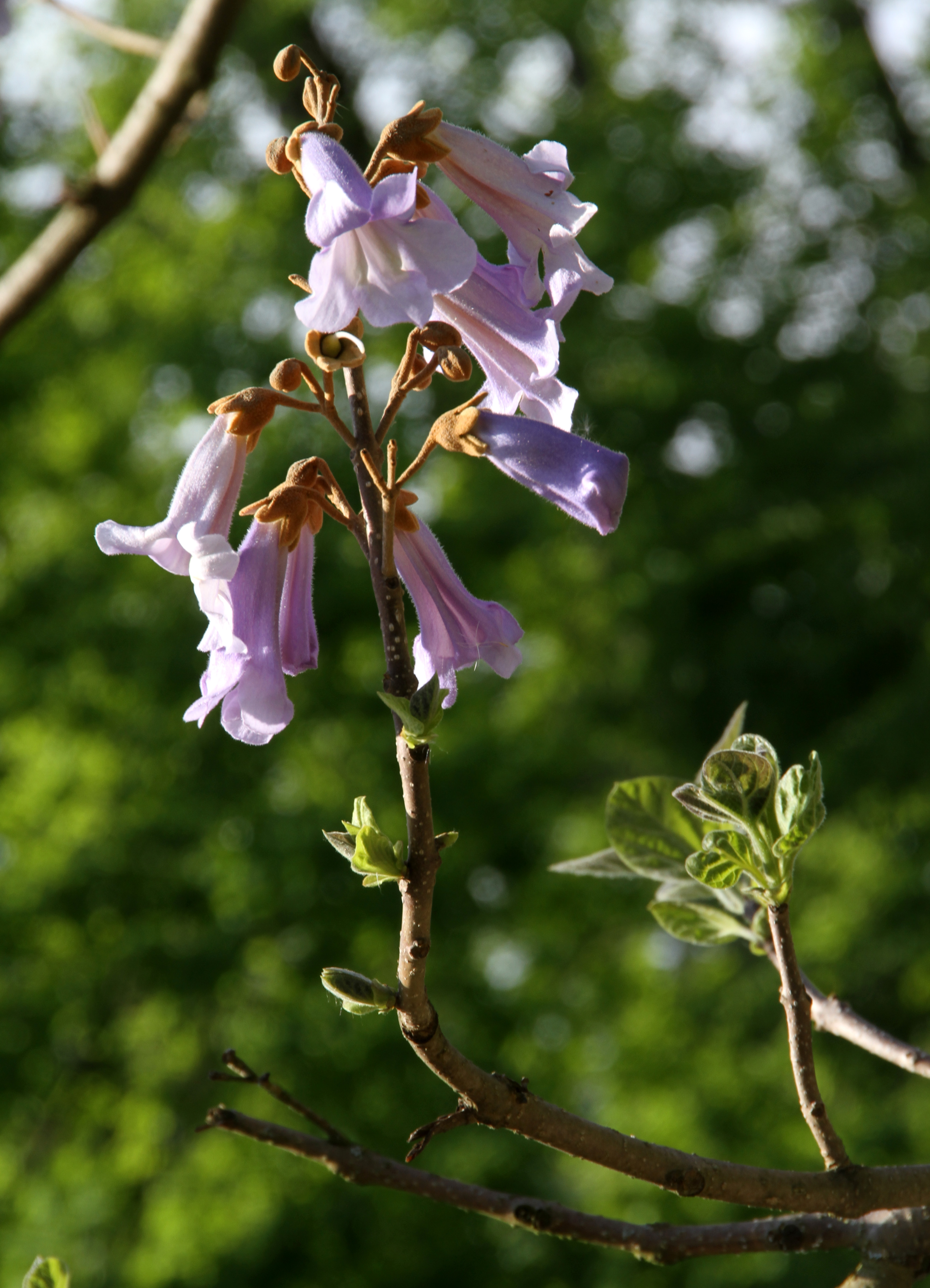
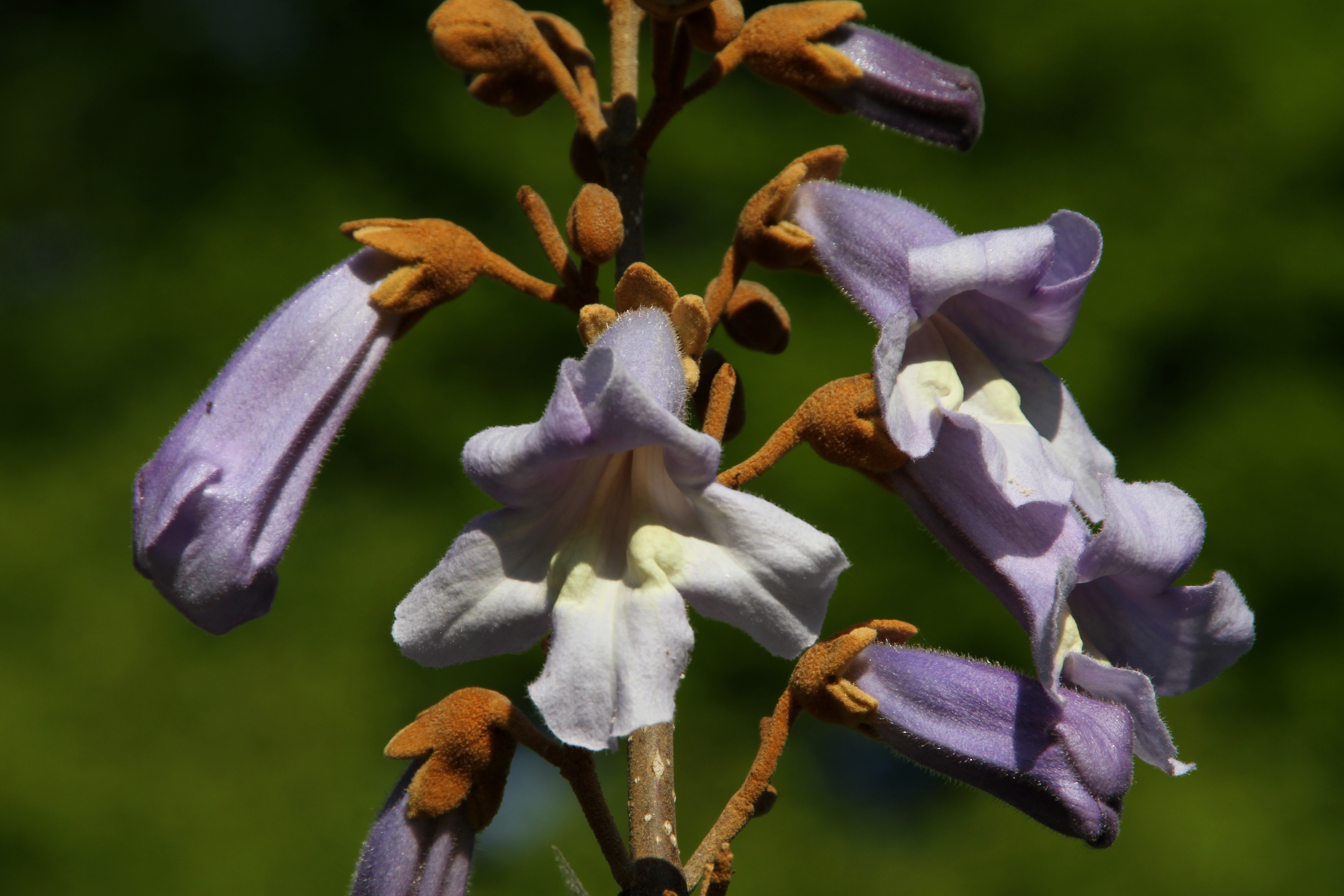
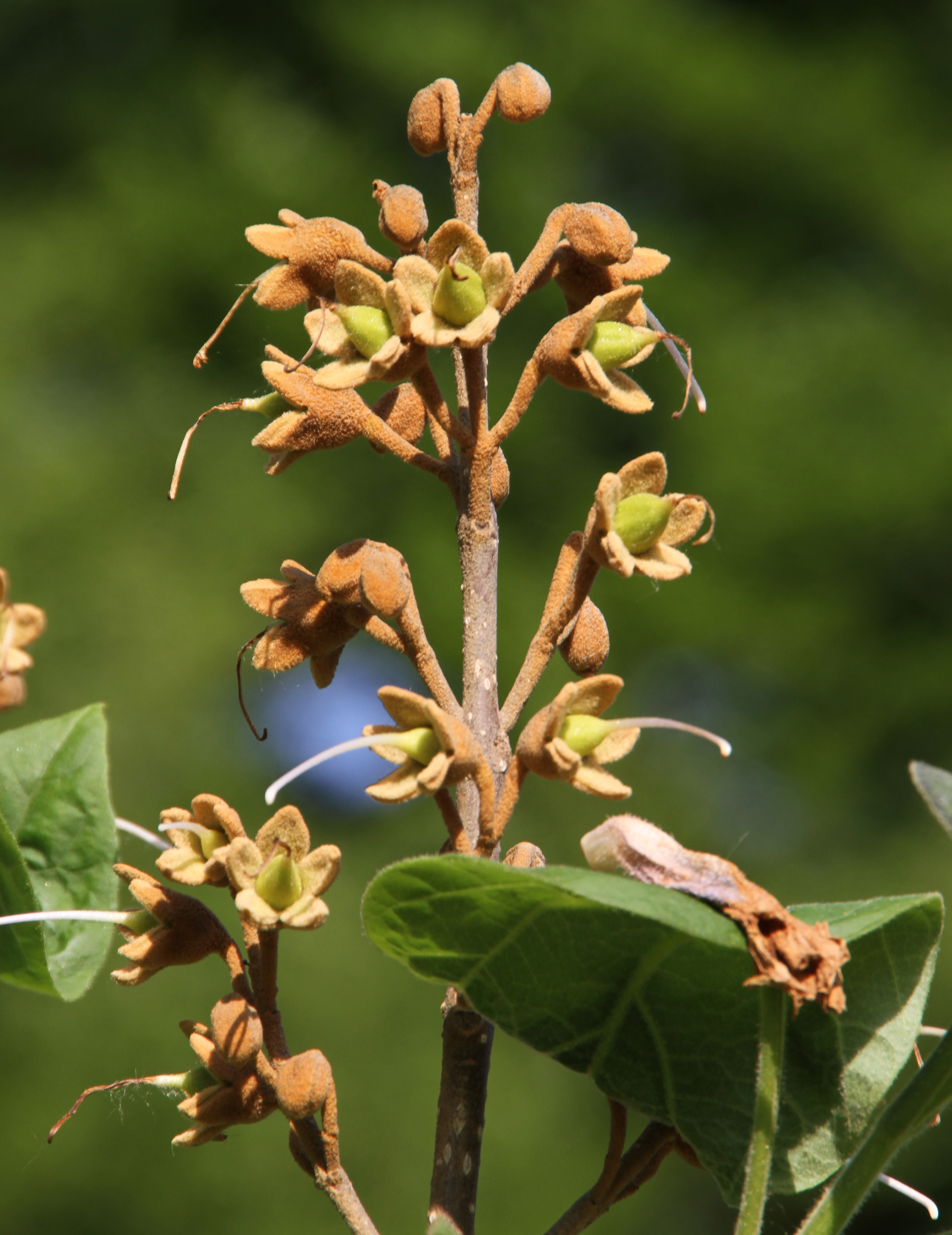
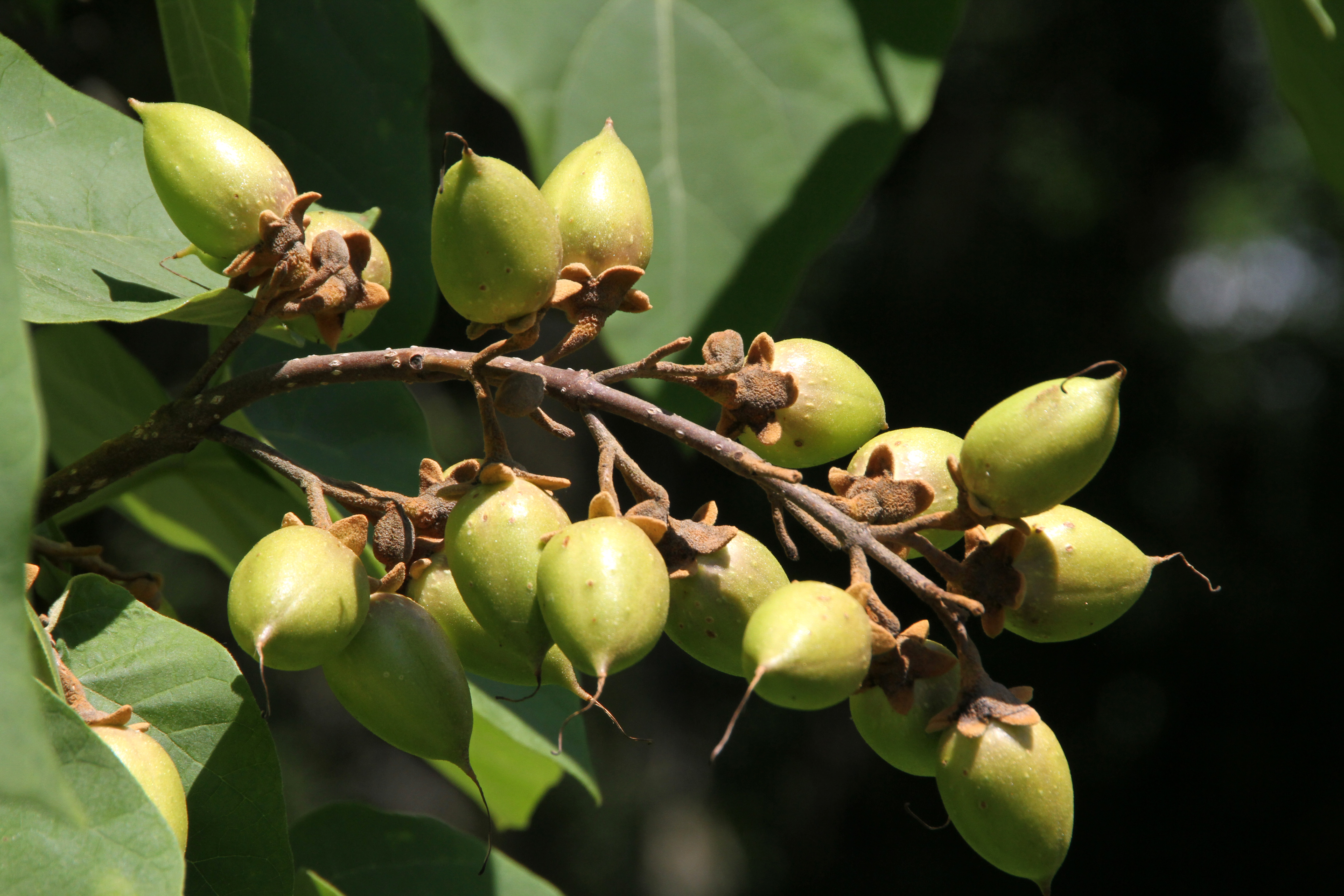
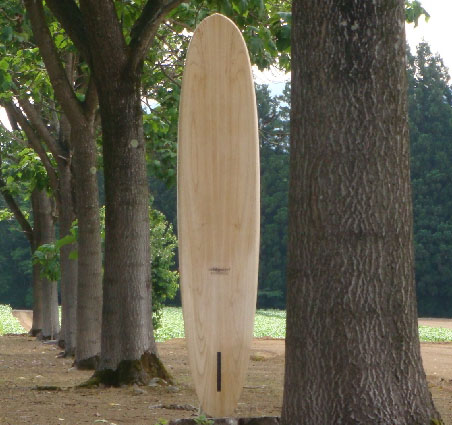